# Ti adoro
Ti adoro è una preghiera della tradizione cattolica rivolta a Dio.
Si recita, in due versioni diverse, all'inizio delle preghiere del mattino e della sera.

## Testo

### Al mattino
Ti adoro, mio Dio

e ti amo con tutto il cuore.

Ti ringrazio di avermi creato,

fatto cristiano e conservato in questa notte.

Ti offro le azioni della giornata

fa che siano tutte secondo la Tua santa volontà e per la maggior Tua gloria.

Preservami dal peccato e da ogni male.

La Tua grazia sia sempre con me

e con tutti i miei cari.

Amen

### Alla sera
Ti adoro, mio Dio

e ti amo con tutto il cuore.

Ti ringrazio di avermi creato,

fatto cristiano e conservato in questo giorno.

Perdonami il male oggi commesso,

e se qualche bene ho compiuto, accettalo.

Custodiscimi nel riposo

e liberami dai pericoli.

La Tua grazia sia sempre con me

e con tutti i miei cari.

Amen